# Flagge Tokelaus
Die Einführung der Flagge Tokelaus und der anderen neuen nationalen Symbole wurde am 29. Mai 2008 auf einer Sitzung des Regionalparlaments (General Fono) beschlossen.
Vor ihrer offiziellen Einführung musste jedoch noch die Regierung Neuseelands dem Entwurf zustimmen. Die offizielle Präsentation der Flagge beim neuseeländischen Generalgouverneur Anand Satyanand fand am 7. September 2009 statt. Am 22. Oktober 2009 wurde die Flagge erstmals vor dem Parlament von Neuseeland gehisst.

## Beschreibung und Bedeutung

### Aufbau
| „Azure a Tokelau Canoe Or in the hoist a constellation of the Southern Cross composed of four Mullets Argent.“ – offizielle Blasonierung |

| „Auf blauem Tuch ein stilisiertes goldenes tokelauisches Kanu mit vollen Segeln, darüber das Sternbild ‚Kreuz des Südens‘ aus vier silbernen Sternen.“ – deutsche Übersetzung |

Die blaue Flagge zeigt ein traditionelles polynesisches Kanu mit gelbem Segel. Links davon stellen vier weiße Sterne das Kreuz des Südens dar, das sich auch in der neuseeländischen Flagge wiederfindet.

### Farbgebung
Das Blau der tokelauischen Flagge entspricht dem Blauen der Flagge Neuseelands. Die Angaben in HTML, RGB, CMYK sowie als Pantone-Farbe stellen nicht genau denselben Farbton dar, sondern entsprechen einander nur ungefähr.
| Farbe | Name | Pantone | HTML    | RGB             | CMYK                |
| ----- | ---- | ------- | ------- | --------------- | ------------------- |
|       | Blau | 280C    | #006666 | 000 – 000 – 102 | 100 – 70 – 000 – 20 |
|       | Gelb | 109C    | #FFE600 | 255 – 230 – 000 | 000 – 10 – 100 – 0  |
|       | Weiß | 001C    | #FFFFFF | 255 – 255 – 255 | 000 – 00 – 000 – 0  |

## Geschichte
Da Tokelau gegenwärtig ein abhängiges Territorium Neuseelands ist, hatte ursprünglich nur die neuseeländische Flagge einen offiziellen Status auf der Inselgruppe. 1989 wurde ein inoffizieller Entwurf vorgestellt. Die drei Sterne symbolisierten die drei Inseln, aus denen Tokelau besteht.
Schließlich wurde ein politischer Prozess in Gang gesetzt, der den künftigen politischen Status Tokelaus endgültig festlegen sollte. Zeitgleich war ein Ideenwettbewerb über die nationalen Symbole der Inselgruppe ausgeschrieben worden. In zwei Referenden zur Selbstbestimmung Tokelaus (Februar 2006 und Oktober 2007) konnten die Unabhängigkeitsbefürworter jedoch nicht die notwendige zwei Drittel-Mehrheit der Stimmen für ihr Anliegen erreichen, womit der bisherige Status quo erhalten blieb.
Bereits im Juni 2007 hatte das Regionalparlament über die zukünftigen Symbole eines unabhängigen Tokelaus entschieden. Der Vorschlag war bereits der jetzigen Version ähnlich. Allerdings waren die vier Sterne der geographischen Lage der Inseln entsprechend angeordnet, zu denen neben den drei eigentlichen Inseln Tokelaus auch Swains Island gehörte. Diese gehört zur selben Inselkette und ist auch kulturell eng mit Tokelau verbunden, politisch ist sie jedoch Teil Amerikanisch-Samoas. Da das Unabhängigkeitsreferendum 2007 knapp scheiterte, wurde auch diese Flagge nie eingeführt.
Zusammen mit den anderen neuen staatlichen Symbolen, wurde schließlich die heutige Flagge Tokelaus auf einer Sitzung des Regionalparlaments (General Fono) am 29. Mai 2008 angenommen. Bis zu ihrer offiziellen Einführung musste jedoch noch die Regierung Neuseelands dem Entwurf zustimmen. Die offizielle Präsentation der Flagge beim Generalgouverneur fand am 7. September 2009 statt. und ihre Gültigkeit erhielt die Flagge am 22. Oktober 2009.

1889 bis 1937
1937 bis 1949
1949 bis 2009
seit 2009

### Frühere Entwürfe
1989 wurde ein inoffizieller Flaggenentwurf vorgestellt. Gezeigt wird ein Atoll in Gelb auf blauem Hintergrund, unterbrochen von einer Palme in Grün und drei weißen Sternen, die Atafu, Nukunonu und Fakaofo darstellen sollen.
Im Juni 2007 entschied das Regionalparlament über die zukünftigen Symbole des Tokelaus. Der Entwurf war bereits der jetzigen Version ähnlich. Allerdings waren die vier Sterne der geographischen Lage der Inseln entsprechend angeordnet, inklusive Swains Island, das geografisch und kulturell zur Inselkette der Tokelau-Inseln gehört, politisch jedoch Teil Amerikanisch-Samoas ist. Da das Unabhängigkeitsreferendum 2007 knapp scheiterte, wurde auch dieser Entwurf nie eingeführt.

Flaggenentwurf von 1989
Flaggenentwurf von 2007